# Битва под Пилявцами
Битва под Пилявцами — разгром остатков коронного войска Речи Посполитой участниками рокоша Хмельницкого 11—13 сентября ст. ст. (21—23 сентября н.ст.) 1648 года возле села Пилявцы на Подолье (ныне село Пилявка Старосинявского района Хмельницкой области).

## Сражение
После разгрома польских войск под Жёлтыми Водами и Корсунью, в котором полностью погибла польская армия мирного времени и попали в плен оба гетмана (великий коронный и польный коронный) - польское правительство вступило в переговоры с Хмельницким, одновременно собирая против него армию. К августу переговоры, которые вёл Адам Кисель, зашли в тупик, и обе стороны стали готовиться к решающей битве. В это время по всей Украине разгоралось народное восстание. Волынский магнат Иеремия Вишневецкий по своей инициативе собрал силы, которые начали подавлять восстание Хмельницкого
Коронным войском Речи Посполитой, ввиду пленения обоих гетманов, с 9 июня руководил триумвират в составе трёх региментариев (временных главнокомандующих): сандомирского воеводы князя Владислава Доминика Заславского; великого хорунжего коронного Александра Конецпольского и маршала (председателя) Сейма Николая Остророга, которых казаки (по некоторым сведениям — сам Богдан Хмельницкий) насмешливо звали «пэрына, дытына и латына» (изнеженный Заславский был известен тем, что большую часть суток проводил в постели, Конецпольский был самый молодой: ему было всего 28 лет, а Остророг, будучи выпускником Венского, Кёльнского и Падуанского университетов, был совершенно неопытен в военном деле). Шляхетское войско собиралось под Львовом, а затем двинулось к Староконстантинову. Выйдя к реке Пилявке, Вишневецкий со своим крупным отрядом расположился в отдельном лагере. Навстречу польскому войску выступили полки Хмельницкого, присоединяя к себе повстанческие крестьянские отряды Кривоноса, Нечая, Морозенко, Лисенко и другие. Казацко-крестьянское войско расположилось у местечка Пилявцы на берегу реки Пилявка в труднодоступном месте, среди болот.
Хмельницкий призвал на помощь татар. С целью выигрыша времени, а также для обострения противоречий между польскими магнатами он начал переговоры с Заславским, предлагая мирным путём уладить все спорные вопросы. Следствием такой политики вождя восставших был полный разрыв Вишневецкого с Заславским.
Польский лагерь Заславского от казацко-крестьянского войска отделяла болотистая, очень топкая долина маленькой речки Пилявки. Противоположные берега долины соединяла плотина, для удержания которой в своих руках Хмельницкий выслал вперед отряд казаков, укрепившихся шанцами (окопами) на подступах к этой плотине. В тыл расположения польского войска был выслан отряд Максима Кривоноса.

### Первая фаза — 11 сентября
Пешие и конные казаки с пищалями рассыпались по кустам долины реки Пилявка, как только заметили оживлённое движение на стороне противника.
Три отряда польской шляхты двинулись к реке. Один из них нашёл брод выше плотины и завязал здесь перестрелку с казаками, не допустившими форсирования реки. Второй отряд выбил из шанцев казаков, оборонявших подступы к плотине. Отряд казаков отступил, и плотина оказалась в руках поляков. Третий отряд форсировал реку ниже плотины. Шляхтичи требовали общей атаки Пилявецкого замка, где находился Хмельницкий. Но, по-видимому, наступление ночи прекратило бой.

### Вторая фаза — 12 сентября
Казаки овладели бродом, по которому накануне польский отряд форсировал реку, и укрепили подступы к нему валом. В дальнейшем они уклонялись от стычек, что оказало моральное воздействие на противника, опасавшегося новых замыслов восставших.
Вечером шляхтичи услышали шум в казацком лагере, где били в бубны, стреляли из пищалей и пушек, кричали «алла!», «алла!». Захваченный ночью жолнерами пленный показал, что к Хмельницкому пришли на помощь 40 тыс. татарской конницы. Это сообщение на шляхтичей произвело деморализующее воздействие. На самом деле прибыло всего 4 тыс. татарских всадников. Это сообщение произвело большой эффект, так как поляки панически боялись татар.

### Третья фаза — 13 сентября
Утром в густом тумане к реке двинулся отряд татар, а по плотине перешли казаки и атаковали противника в шанцах. Завязался бой. В польском лагере происходило смятение, все хватались за оружие, но никто не слушал команду, а между начальниками начались перебранки. Каждый отряд и даже каждая хоругвь вступала в бой по своему усмотрению.

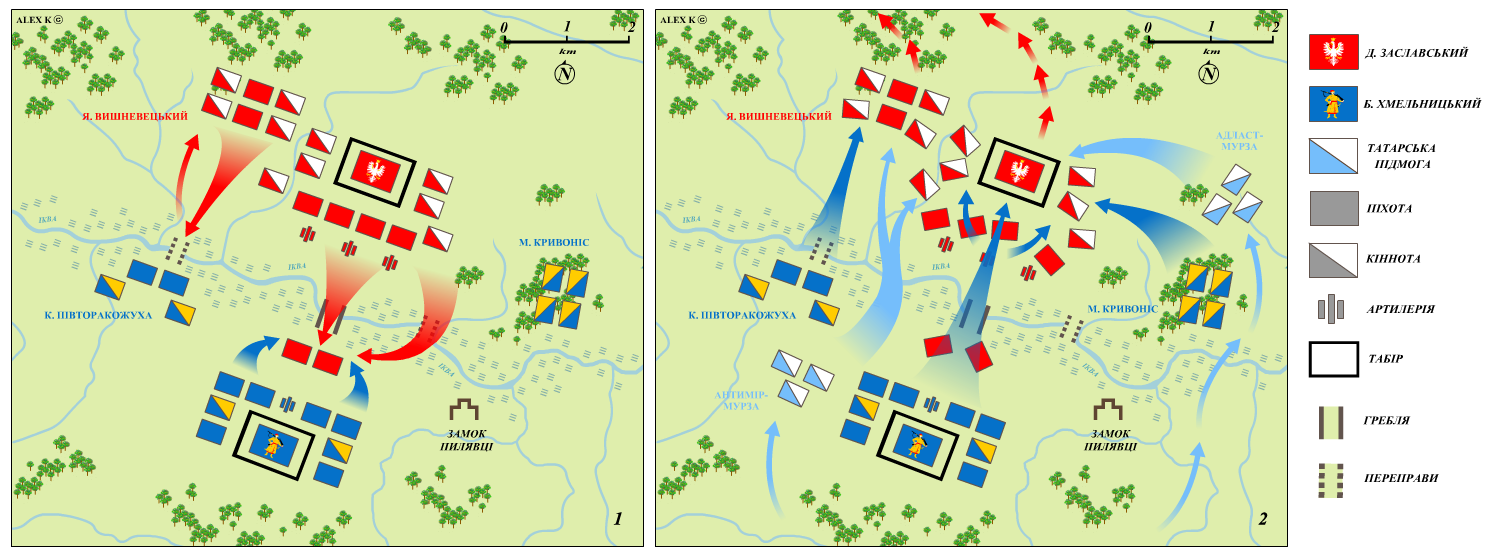
Схема битвы

Отряд казаков начал притворное отступление по плотине. За ним устремились шляхтичи, полагая, что они преследуют разбитого противника. Туман скрывал засаду, организованную Хмельницким.
Большое количество шляхтичей перешли реку и в беспорядке толпились на плотине. В этот момент казаки ударили на них с флангов и тыла. Центр польского войска был разгромлен, потеряв 300 человек. Одновременно с левого фланга на поляков ударили из засады татары и казаки Кривоноса, причём Кривонос велел своим казакам вывернуть кожухи наизнанку и кричать «Алла!», чтобы их принимали за татар.
Ночью на военном совете польское командование приняло решение отступить к Староконстантинову. Руководители бежали первыми, и слух об их бегстве вызвал панику в войске, которое разбежалось в беспорядке, побросав обоз и артиллерию.

## После боя
Утром 14 сентября казаки заняли лагерь противника, захватив богатые трофеи, в том числе около 100 орудий. Хмельницкий организовал преследование отступавших шляхтичей, пробежавших до Львова за трое суток около 300 км. Много их погибло под Константиновом, где на реке Случь под тяжестью беглецов обломился мост.
В результате разгрома поляков восставшие захватили 92 пушки и огромный обоз из 100 тысяч возов разнообразных припасов, в том числе военных, на колоссальную сумму 7 миллионов злотых. Был открыт путь для наступления на запад, на Львов. Кроме того, битва имела большое психологическое значение, так как с поля боя бежало коронное войско Речи Посполитой; до этого восставшие разбивали сравнительно небольшие отряды.